# 溫璜
溫璜（1585年—1645年），初名以介，字於石，后改寶忠，浙江烏程縣（今屬湖州市）人。明末官员，崇禎末科進士。官至徽州府推官。清軍攻破南京後，溫璜率民兵自守，徽州城陷落，自刎殉國。

## 生平
溫璜久爲諸生，崇禎九年（1636年）舉丙子科浙江鄉試第十一名，崇禎十六年（1643年）登進士。授徽州府推官。方才莅任，北京已陷。溫璜聞訊後，緊急訓練民兵，以為保障。次年，南京也陷落敵手。知府秦祖襄及其他僚屬各自逃遁。溫璜攝理官印，安撫士民。及金声在績溪舉兵之時，溫璜與其互為犄角，并輸送軍餉給其軍，將自己家属轉移到村舍。不久，金聲兵敗，清軍大兵已至，溫璜嚴防自守。不料卸任御史黄澍通敵，献城求榮。溫璜逃回村舍，手刃妻子茅氏及長女，隨即自刎身死。清乾隆四十一年（1776年），追諡忠烈。

## 著作
有《温宝忠先生遗稿》。

## 家族
从兄溫體仁，大学士。